# O Substituto
Detachment (bra/prt: O Substituto) é um filme estadunidense de 2011, do gênero drama, dirigido por Tony Kaye e estrelado por Adrien Brody.

## Sinopse
O filme é uma crônica de três semanas nas vidas de vários professores do ensino médio, administradores e estudantes através dos olhos de um professor substituto chamado Henry Barthes (Adrien Brody). Henry usa o método de ensino dos conhecimentos vitais para seus alunos temporários, no entanto, é interrompido pela chegada de três mulheres em sua vida.  

## Elenco
- Adrien Brody - Henry Barthes
- Sami Gayle - Erica
- Christina Hendricks - Ms. Madison
- James Caan - Mr. Seaboldt
- Lucy Liu - Dr. Parker
- Marcia Gay Harden - Diretora Carol Dearden
- Bryan Cranston - Richard Dearden
- William Petersen - Sarge
- Blythe Danner - Ms. Perkins
- Tim Blake Nelson - Mr. Wiatt
- Betty Kaye - Meredith

## Recepção
O Metacritic, que usa uma média ponderada, atribuiu ao filme uma pontuação de 52 em 100, baseado em 20 críticos, indicando críticas "mistas ou médias".